# Iberisk gröngöling
Iberisk gröngöling (Picus sharpei) är en hackspett som förekommer på Iberiska halvön. Den är nära släkt med gröngölingen och behandlades fram tills nyligen som underart till denna. Arten minskar i antal men beståndet anses ändå vara livskraftigt.

## Utseende och läten

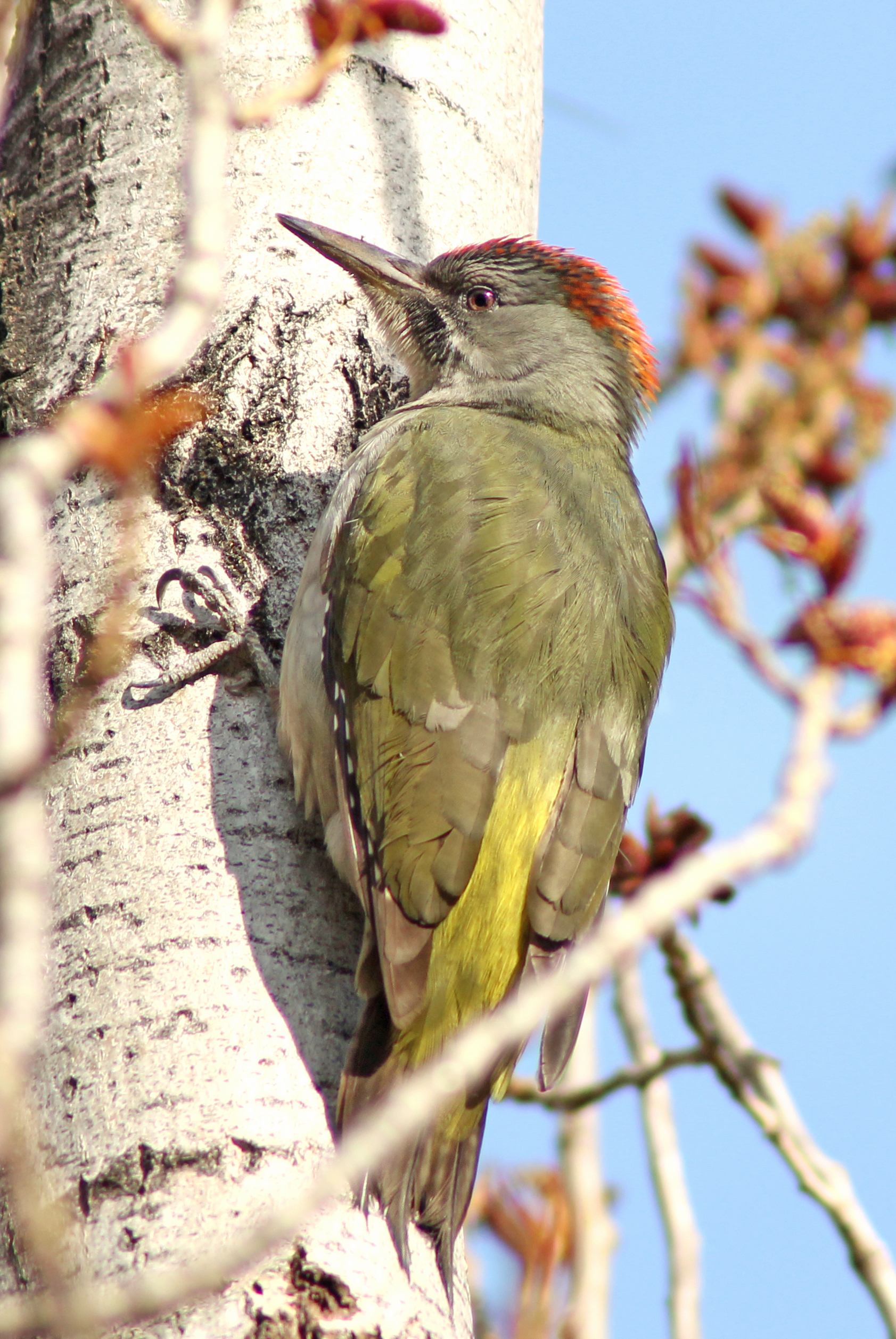
Adult hona.

Iberisk gröngöling är en 31–33 centimeter lång hackspett som är mycket lik gröngölingen, med sin gröna ovansida och gulaktiga övergump och övre stjärttäckare. Näbben är vidare kilformad i spetsen, medellång och mörkgrå, irisen vit eller rosafärgad, benen olivgrå och hjässa och nacke röda. 
Till skillnad från gröngölingen saknar iberisk gröngöling nästan helt svart på huvudet och är snarare gråsolkig än svart runt ögat. Hanen har röd mustasch med bara svart bård nedtill (ej runt om), medan honans mustasch har en ljus bård upptill och de röda hjässfjädrarna är ofta vitspetsade. 
Även atlasgröngölingen (Picus vaillantii) är mycket lik, men denne har röd istället för svart mustasch hos hanen och honan saknar rött på hjässan.

## Utbredning och systematik
Fågeln förekommer enbart på Iberiska halvön och i Pyrenéerna i Spanien, Portugal och sydligaste Frankrike. I Frankrike förekommer den oregelbundet från Pyrénées-Atlantiques till Hérault. Den behandlas som monotypisk, det vill säga att den inte delas in i några underarter.

### Artstatus

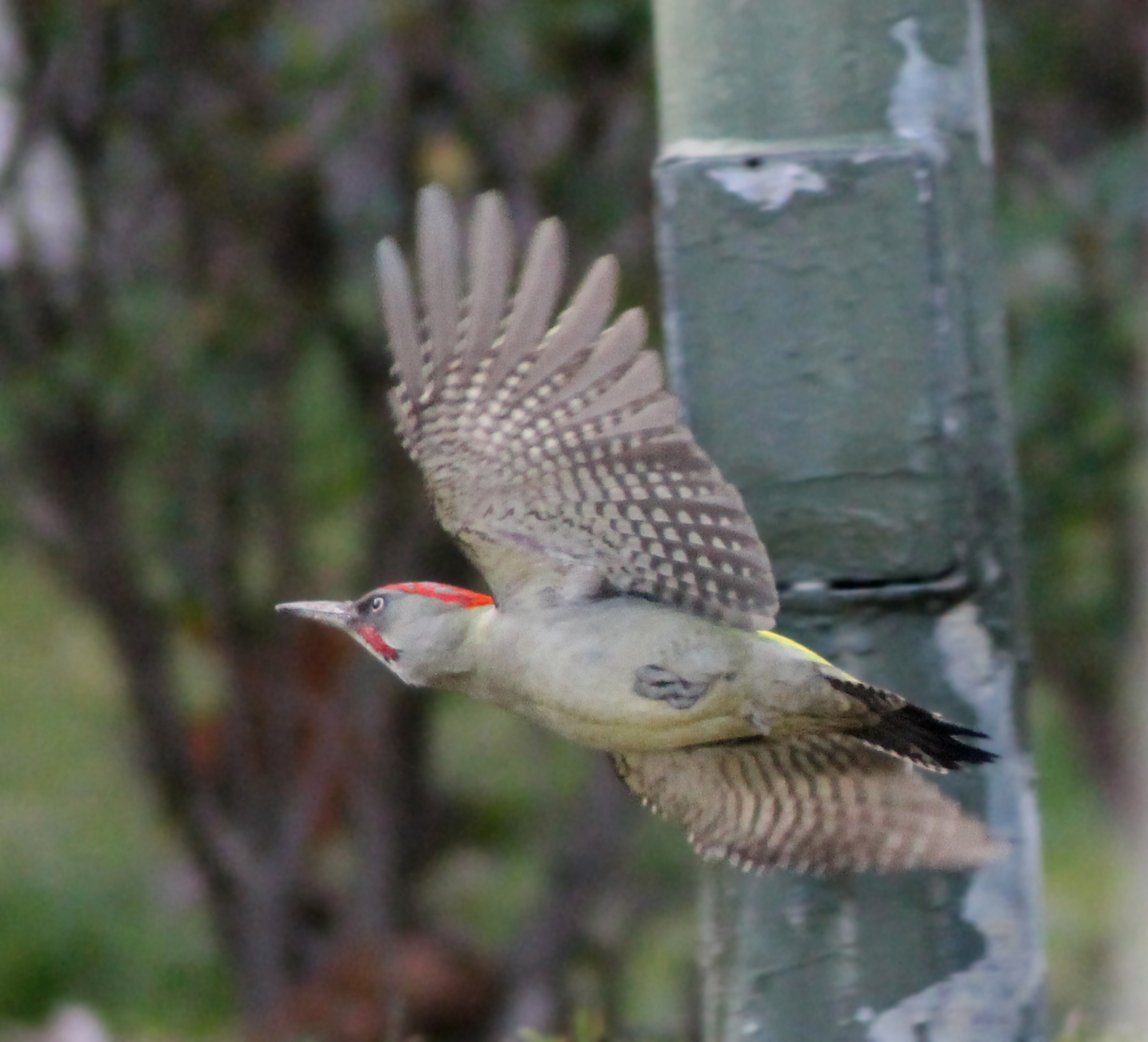
Hane i flykten.

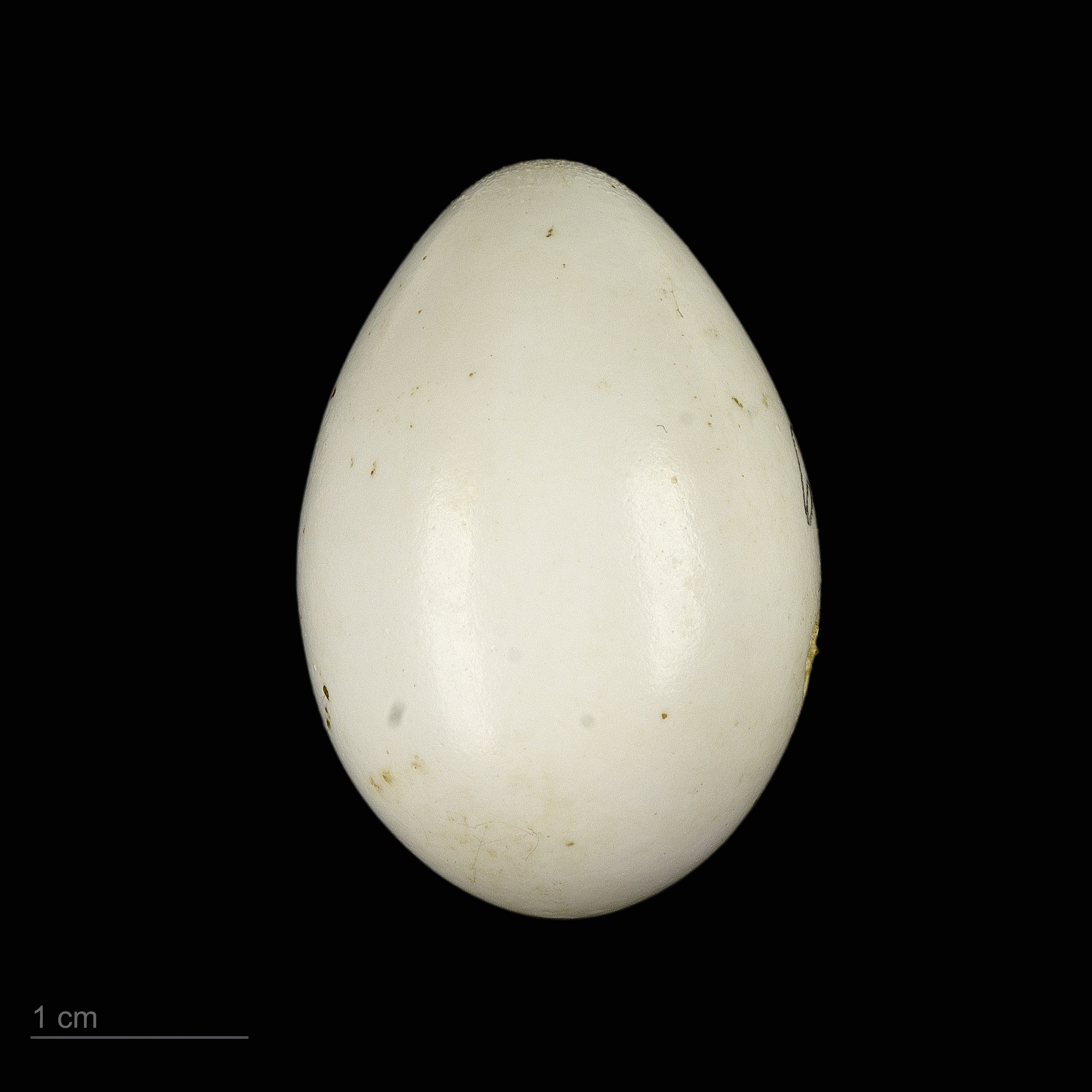
Picus sharpei

Tidigare behandlades taxonet sharpei som underart till gröngöling (Picus viridis). Två studier från 2011 visar dock på konstanta morfologiska skillnader och smala hybridzoner. De allra flesta taxonomiska auktoriteter urskiljer den därför numera som egen art.

## Levnadssätt
Arten lever i relativt torrt öppet skogslandskap, men även i plantage, trädgårdar, parker, jordbruksområden, betesmarker och lokalt i kustnära gräsbevuxna fält med sanddyner. Den kräver tillgång till enstaka äldre träd och öppningar med närliggande gräsmarker och påträffas från havsnivå till 3 000 meter över havet.
Iberisk gröngöling häckar från mars till juni och lägger fem till åtta ägg som båda könen ruvar i ett uthackat bo ungefär tio meter upp i ett träd. Den lever huvudsakligen av myror, men äter även andra insekter och tillfälligtvis frukt.

## Iberisk gröngöling och människan

### Status och hot
Arten har ett stort utbredningsområde och en stor population. Den tros dock minska i antal, varför internationella naturvårdsunionen IUCN tidigare kategoriserade den som nära hotad (NT). Efter nya beräkningar anses minskningstakten vara lägre än man tidigare trott, 16 % under en tioårsperiod, varför beståndet numera anses vara livskraftigt. Beståndet uppskattas till 244 000-468 000 par, varav cirka 90 % häckar i Spanien.

### Namn
Fågelns svenska och vetenskapliga artnamn hedrar Richard Bowdler Sharpe (1847-1909), brittisk ornitolog vid British Museum of Natural History 1872-1909.